# 겐나디 볼노프
겐나디 게오르기예비치 볼노프(러시아어: Генна́дий Гео́ргиевич Вольно́в, 1939년 11월 28일 ~ 2008년 7월 15일)는 소련의 농구 선수로 포지션은 파워 포워드이다. CSKA 모스크바와 디나모 모스크바, 소련 농구 국가대표팀에서 활동했으며, 올림픽에서 금메달 1개, 세계 선수권 대회에서 금메달 1개, 유럽 선수권 대회에서 금메달 6개를 획득했다.